# Трудове (Чернігівський район)
Трудове́ (в минулому — Білоцерківка) — село в Україні, у Ріпкинській селищній громаді Чернігівської області. Населення становить 160 осіб. До 2020 орган місцевого самоврядування — Гучинська сільська рада.

## Історія
За даними на 1859 рік у власницькому селі Білоцерківка Чернігівського повіту Чернігівської губернії мешкало 345 осіб (153 чоловічої статі та 192 — жіночої), налічувалось 45 дворових господарств.
Станом на 1886 у колишньому державному й власницькому селі Довжицької волості мешкало 437 осіб налічувалось 89 дворових господарств, існували вітряний млин, крупорушка.
За переписом 1897 року кількість мешканців зросла до 583 осіб (271 чоловічої статі та 312 — жіночої), з яких 574 — православної віри.
Під час Української революції та російсько-української війни в селі сталося декілька масових убивств, зокрема вбивство дворянської родини Комаровських. 7 березня 1918 року банда з 16 осіб, переважно мешканців сусіднього Довжик, увірвалася в будинок, де святкувалися іменини Хрисанфа Миколайовича Комаровського та вбили його та не менше 10 інших членів його родини та прислуги. Про цей злочин повідомлялося в тодішній пресі та спогадах більшовиків — учасників тих подій.
12 червня 2020 року, відповідно до розпорядження Кабінету Міністрів України № 730-р «Про визначення адміністративних центрів та затвердження територій територіальних громад Чернігівської області», увійшло до складу Ріпкинської селищної громади.
19 липня 2020 року, в результаті адміністративно - територіальної реформи та ліквідації Ріпкинського району, село увійшло до складу Чернігівського району Чернігівської області.
22 червня 2023 року рішенням Національної комісії зі стандартів державної мови віднесено до списку населених пунктів, які можуть не відповідати лексичним нормам української мови, зокрема стосуватися російської імперської політики (російської колоніальної політики). Громаді рекомендовано обґрунтувати доцільність збереження поточної назви або запропонувати нову назву в установленому законодавством порядку.

## Населення

### Мова
Розподіл населення за рідною мовою за даними перепису 2001 року:
| Мова       | Кількість | Відсоток |
| ---------- | --------- | -------- |
| українська | 157       | 98.13%   |
| російська  | 3         | 1.87%    |
| Усього     | 160       | 100%     |